# Postminimalisme
Postminimalisme is een artistieke term die verwijst naar een tendens vanaf de late jaren 1960 en de jaren '70in opvolging van het minimalisme van de voorgaande decennia. Postminimalisme kenmerkt zich door de intensiteit van de innerlijke ervaring en identificatie. De postminimalisten bekritiseerden "de autonomie, objectgerichtheid, agressieve ruimtelijke aanwezigheid, uitsluiting van verwijzing naar het lichaam en de impliciete mannelijkheid van de minimalistische kunst."
De term is bedacht door Robert Pincus-Witten in 1971 in een artikel over de kunstenares Eva Hesse. en wordt gebruikt in diverse artistieke disciplines. De term postminimalisme had aanvankelijk vooral betrekking tot het werk van Amerikaanse kunstenaars. De ideeën werden echter overgenomen door veel buitenlandse tijdgenoten.
In de praktijk worden de termen postminimalisme en minimalisme door elkaar gebruikt en wordt de term ook gebruikt voor kunst in latere decennia en van alle continenten.   
Net zoals bij de term postimpressionisme is postminimalisme een verzamelnaam om een reeks stijlen vanaf de late jaren '60 die met het minimalisme verwant zijn aan te duiden. Deze stijlen hebben uiteenlopende zienswijzen, van de procesgerichte ervaring tot puur intellectuele activiteit. In vele gevallen worden andere termen zoals process art, minimal art, bodyart, performancekunst, landschapskunst ((en) Land Art) en installatiekunst als beschrijving toegevoegd. In de muziek gebruikt men de termen postminimalistische muziek en minimalistische muziek voor het zelfde begrip.    
Postminimalistische innovaties zijn onder meer seriële composities, het gebruik van industriële materialen en professionele fabricage, een vervaging van de grens tussen schilderkunst en beeldhouwkunst en het gebruik van het kunstwerk om vorm te geven aan de waarneming van de ruimtelijke omgeving.
In de beeldende kunst contrasteert het postminimalisme met de onpersoonlijke strakke, geometrische, industriële vormen en motieven van het minimalisme. Het postminimalisme volgt weliswaar het modulaire en repetitief principe, maar streeft naar een esthetisch of conceptueel doel, waarbij gebruikt wordt gemaakt van elementen uit het surrealisme, dadaïsme en expressionisme als verzet op de Renaissance-opvatting die een kunstwerk "als een autonoom object beschouwt dat universele waarheden uitdrukt die worden geproduceerd door de unieke gevoeligheid en het talent van de individuele kunstenaar".
Bij sommige kunstenaars krijgt het creatieproces voorrang op het eindresultaat, bijvoorbeeld door het gebruik van niet-traditionele, vergankelijke materialen, zoals latex en vilt met methodes gebaseerd op het toeval. Het gekozen materiaal, de technieken en zelfs de zwaartekracht bepalen het eindresultaat van het kunstobject. Andere procesgeoriënteerde technieken  zijn ophangen, verstrooien, gooien, begraven en gieten.
Bij anderen gebeurde de inbreng van kwalitatieve emotionele expressiviteit in hun werk  door gebruik te maken van het lichaam van de kunstenaar, van de natuurlijke omgeving en het accentueren van het vrouwelijk aspect. Vico Acconci paste het concept postminimalisme toe in de bodyart. Hij gebruikte zijn lichaam als een kneedbare substantie. Kunstenaars zoals Bruce Nauman lieten het lichaam zinloze repetitieve gebaren uitvoeren. In de Land Art of landschapskunst gebruikt de kunstenaar de directe omgeving als materiaal en plaats voor zijn artistieke expressie. Zo gebruikte Richard Long in "Line Made by Walking" de grond en de natuur, als plaats en materiaal voor zijn kunst. Anderen gebruikten afval, puin en ruïnes.
De post-minimalistische bekommernis om locatie en uitbreiding buiten het traditionele kunstobject leidde tot de installatiekunst waarin de toeschouwer als deelnemer betrokken werd. Zo moest de  bezoeker van Naumans Double Steel Cage Piece (1974) zijn weg naar het kunstwerk vinden via smalle doorgangen en gangen.
Het postminimalisme legde de basis voor artistiek werk dat identiteitspolitiek en kwesties van ras, gender en seksualiteit aan de orde stelt. Hoewel het postiminimalisme in de jaren '80 en '90 naar de achtergrond verschoof, kwam het in latere decennia terug op de voorgrond omdat kunstenaars in disciplines zoals process art, minimal art, bodyart, performancekunst, installatiekunst en landschapskunst zich nog steeds beroepen op de ideeën die in de jaren 1960 en 1970 naar boven kwamen.

## Kunstenaars
Tot de belangrijkste postminimalistische kunstenaars behoren:
- Vito Acconci
- Giovanni Anselmo
- Lynda Benglis
- Joseph Beuys
- Alighiero Boetti
- Chris Burden
- Daniel Buren
- Hanne Darboven
- Lucio Fontana
- Tom Friedman
- Felix Gonzalez-Torres
- Hans Haacke
- Mona Hatoum
- Eva Hesse
- Damien Hirst
- Matthew Kandegas
- Anish Kapoor
- Jannis Kounellis
- Wolfgang Laib
- Barry Le Va
- Sol LeWitt
- Richard Long
- Piero Manzoni
- Gordon Matta-Clark
- Mario Merz
- Keith Milow
- Bruce Nauman
- Joseph Nechvatal
- Gabriel Orozco
- Blinky Palermo
- Pino Pascali
- Giuseppe Penone
- Michelangelo Pistoletto
- Martin Puryear
- Charles Ray
- Carolee Schneemann
- Richard Serra
- Joel Shapiro
- Robert Smithson
- Keith Sonnier
- Cecil Touchon
- Richard Tuttle
- Richard Wentworth
- Rachel Whiteread
- Hannah Wilke